# Lee Kyu-hyeok
Lee Kyu-hyeok (* 15. März 1978 in Seoul) ist ein ehemaliger südkoreanischer Eisschnellläufer, der sich auf die Sprintstrecken spezialisiert hatte.
Lee Kyu-hyeok startete bei den Olympischen Winterspielen 1994, 1998, 2002, 2006, 2010 und 2014. 2002 erreichte er in Salt Lake City den fünften Rang über die 500-Meter-Strecke. 2006 wurde er über die 1000-Meter-Strecke Vierter. Bei der Einzelstrecken-Weltmeisterschaft 2001 konnte er über die 1000 Meter einen vierten, über die 500 Meter einen fünften Platz erreichen. Bei den Asienmeisterschaften gewann er 1998 (über 1500 Meter) und 1998 (über 500 Meter) die Bronzemedaille, über die 1000 Meter 1997 sogar Silber. Seine beste Platzierung im Gesamtweltcup erreichte er 2006 über die Sprintdistanz mit dem vierten Platz. Dreimal gewann er Weltcuprennen. Hinzu kommen 13 nationale Titel zwischen 2000 und 2005.
1996 stellte Lee einen Juniorenweltrekord über 500 Meter auf, 1997 über 1000 Meter im Seniorenbereich und 2001 über 1500 Meter.
Bei der WM 2011 in Inzell wurde er Weltmeister über 2 × 500 m.
Im April 2014 erklärte Lee seinen Rücktritt. Er war 23 Jahre lang Mitglied der Nationalmannschaft und der erste südkoreanische Athlet, der bei sechs Olympischen Spielen in Folge startete.